# Bomolochidae
Bomolochidae is een familie van eenoogkreeftjes in de orde van de Poecilostomatoida. De wetenschappelijke naam van de familie is voor het eerst geldig gepubliceerd in 1875 door Claus.

## Geslachten
- Acanthocolax Vervoort, 1969
- Acantholochus Cressey, 1984
- Bomolochus Nordmann, 1832
- Boylea Cressey, 1977
- Ceratocolax Vervoort, 1965
- Cresseyus Ho & Lin, 2006
- Dicrobomolochus Vervoort, 1969
- Hamaticolax Ho & Lin, 2006
- Holobomolochus Vervoort, 1969
- Holocolax Cressey, 1982
- Naricolax Ho, Do & Kasahara, 1983
- Neobomolochus Cressey, 1981
- Nothobomolochus Vervoort, 1962
- Orbitacolax Shen, 1957
- Pseudoeucanthus Brian, 1906
- Pseudorbitacolax Pillai, 1971
- Pumiliopes Shen, 1957
- Pumiliopsis Pillai, 1967
- Tegobomolochus Izawa, 1976
- Unicolax Cressey & Cressey, 1980